# Il était une fois... les Explorateurs
Il était une fois... les Explorateurs (em português:  Era Uma Vez... os Exploradores) é uma Série de desenho animado Francesa de 1996. Dirigida por Albert Barillé. Em Portugal foi emitida pela RTP.

## Episódios
1. Os Primeiros Navegadores
2. Alexandre o Grande
3. Érico, o Vermelho e o Descobridor da América
4. Gengis Cã
5. Ibne Batuta (nos passos de Marco Polo)
6. Os Grandes Juncos
7. Vasco da Gama
8. Os Taxis e o primeiro Sistema Postal
9. Os Irmãos Pinzon (O lado oculto de Cristóvão Colombo)
10. Amerigo Vespucci
11. Ferdinand Magellan e Juan Sebastián Elcano
12. Cabeza de Vaca
13. Vitus Bering
14. Louis Antoine de Bougainville e o Pacífico
15. Bruce e o Nilo
16. Charles Marie de La Condamine
17. James Cook
18. Alexander von Humboldt
19. Expedição de Lewis e Clark
20. Stuart & Burke e a Austrália
21. Stanley & Livingstone
22. Roald Amundsen e o Polo Sul
23. Alexandra David-Néel no Tibete
24. Piccard da Montanha no Topo para o fundo do mar
25. Até os Picos
26. Até as Estrelas

## Informação de transmissão
| Países               | Canais de Televisão                                                                             |
| -------------------- | ----------------------------------------------------------------------------------------------- |
| França               | France 3 *, Canal+ *                                                                            |
| Canadá               | CBC Television, Télévision de Radio-Canada, Fairchild TV (Cantonês)                             |
| Israel               | Logi                                                                                            |
| Espanha              | Televisión Española (TVE) *                                                                     |
| Alemanha             | Westdeutscher Rundfunk *, Südwestfunk *, Sender Freies Berlin *                                 |
| Áustria              | Österreichischer Rundfunk                                                                       |
| Itália               | Italia 1 *                                                                                      |
| Suíça                | Télévision Suisse Romande (Francês) *, Radiotelevisione Svizzera di lingua Italiana(Italiano) * |
| Bélgica              | RTBF *                                                                                          |
| Polônia              | Telewizja Polska (TVP), TV Puls                                                                 |
| Portugal             | RTP                                                                                             |
| Suécia               | Sveriges Television (SVT)                                                                       |
| República da Irlanda | Radio Telefis Éireann                                                                           |
| Reino Unido          | Channel 4                                                                                       |
| Islândia             | Sjónvarpið                                                                                      |
| Turquia              | Kanal D                                                                                         |
| Hungria              | Minimax, Da Vinci Learning                                                                      |
| Hong Kong            | TVB                                                                                             |

* Contribuinte co-produtor